# Eugene Krabs
Eugene Harold Krabs (cunoscut ca Domnul Krabs) este unul dintre personajele din serialul de animație SpongeBob Pantaloni Pătrați creat de Stephen Hillenburg. El este un crab care deține Krusty Krab. Krabs este rivalul lui Sheldon Plankton. Vocea personajului este interpretată de Clancy Brown.
Krabs a apărut pentru prima dată în episodul Prima zi de muncă (în engleză Help Wanted) care a avut premiera la 1 mai 1999. 